# Žlutice
Žlutice (německy Luditz) jsou město v okrese Karlovy Vary v Karlovarském kraji. Žije v něm přibližně 2 200 obyvatel. Leží ve svahu nad údolím řeky Střely v krajině pod Vladařem.

## Historie
První písemná zmínka o Žluticích pochází z roku 1140. Společně s druhou zmínkou z roku 1186 se nachází v mladších falzech listin, které měly doložit majetková práva kladrubského kláštera. Podle jednoho z nich daroval roku 1140 velmož Zdimír klášteru Žlutice spolu s vesnicemi Bukovinou a Hradcem. Ve druhé polovině třináctého století vesnici získali páni z Rýzmburka, kterým potom Žlutice patřily až do roku 1415. Za nich byly povýšeny na městečko, získaly městský znak a po roce 1280 také právo vybudovat opevnění.
Roku 1375 vedlo město městskou knihu (dnes nedochovanou) a téhož roku vydalo svou první listinu opatřenou městskou pečetí. Někteří z jeho obyvatel nalezli uplatnění i v královských službách, na vysokých církevních postech a na pražské univerzitě. Negativní vliv na další vývoj města měl odklon hlavní dopravy vybraného zboží z Prahy do Chebu (nově přes Slaný, Louny, Žatec, Kadaň a Ostrov) provedený králem Karlem IV. v zájmu posílení královských měst (roku 1352 a opět 1367), čímž prastará obchodní cesta Praha–Cheb vedoucí přes Žlutice, spojující české země se západními středisky řemesel a obchodu, ztratila na významu.

### 15. století
Od roku 1403 bylo žlutické panství rozdělené na dvě části, ale majetkové vztahy jsou nejasné. Roku 1415 prodal Jan Boreš z Rýzmburka svou polovinu Jindřichovi z Elsterberka na Plané. Jindřich pravděpodobně získal také druhou polovinu, kterou do té doby snad měli v zástavě páni z Nečtin. Nový majitel pro město roku 1416 získal právo pořádat výroční trh. Jindřich nepřesídlil na žlutický hrad. Jako katolík žil až do konce života v neustálých bojích s husity. Roku 1421 byly Žlutice obsazeny křižáckým vojskem. Pražané město o Velikonocích roku 1422 dobyli, avšak neponechali v něm svou posádku, takže kostel zůstal katolickým. Po smrti Jindřichově se města zmocnil husitský hejtman Jakoubek z Vřesovic a byl odtud vytlačen novou výpravou (1427), ale vdova po Jindřichovi Markéta nebyla schopna čelit opětovnému Jakoubkovu tlaku a roku 1428 žlutické panství Jakoubkovi z Vřesovic prodala.
Po osmi bouřlivých letech, kdy město bylo napadáno útočníky z obou stran, dostalo město na více než jedno století nového pána, přišlého z Chřibů od Kyjova na Moravě, malého sice vzrůstem, ale neohroženého bojovníka, jemuž předcházela pověst vítěze u Ústí a který i pak dále válčil se Sasy (1432), vypálil valdsaský klášter (1433), dobyl hrad Kostomlaty (1434), bojoval u Želenic (1438). Své sídelní město Žlutice ochránil postavením dvou vojenských hrádků Nevděk, který kryl přístupové cesty od jihu, a Mazance, který stál na severním okraji města. Zdá se, že se mu v té době zdařilo uchránit město od vojenských útoků. Jakoubek se ale ukázal jako schopný politik, když přijal a hostil ve Žluticích roku 1433 poselstvo Basilejského koncilu, jehož jednání vedla k vyhlášení kompaktát (1436), která legalizovala v českých zemích, jako jediných v Evropě, dvojí víru: katolickou a kališnickou. Jako politik sloužil králům Zikmundovi, Albrechtovi, Ladislavu Pohrobkovi a Jiřímu z Poděbrad.
Z Jakoubkovy doby vychází celkový rozkvět města. Roku 1447 založil tři předměstí – Kralovice, Chudobice a Nad městem, později zvané Horní, k nimž před rokem 1484 byla přidána dvě další: Hladov a Lomnice. Tvář města se změnila i rozšířením žlutického hradu, bývalé rýzmburské tvrze, a postavením hradů Nevděk a Mazanec. Dobrá hospodářská situace samotného města, k níž přispěl i svobodný obchod se solí (1445), se zračí v postavení městského špitálu svaté Alžběty (1441) a špitální kaple (1448) a městského pivovaru (1459). V jeho době si město také začalo budovat vlastní pozemkový majetek sestávající z celých vesnic (svobodný statek Semtěš (1441) a roku 1446 ves Štoutov), takže se stalo pozemkovou vrchností pro poddané koupených vsí.[zdroj⁠?!] V první polovině šedesátých let patnáctého století si Žlutice za své hlavní sídlo zvolil Jakoubkův syn Jan z Vřesovic. Za dalších Vřesoviců byl městský majetek rozmnožován, takže deskový statek čítal nakonec 12 vsí. Rostly příjmy z městského pivovaru, který byl zásobován chmelem z vlastních chmelnic, a prosperitu začali pociťovat soukeníci, jichž od 15. století stále přibývalo. Tak se stalo, že Žlutice byly jediným městem v západních Čechách, které zachytilo impozantní nástup soukenictví do světového trhu. Vyrábělo sukno nejen pro vnitřní trh, v němž žlutičtí soukeníci měli takřka monopol na dodávky pro armádu, ale podílelo se prostřednictvím pražských překupníků na vývozu směřujícím hlavně do východní a jihovýchodní Evropy.

### 16. století
V 16. století prožívalo město dobu rozkvětu po všech stránkách. Výrazem toho jsou i změny týkající se správy města. V roce 1536 koupilo město od měšťana Paráska největší dům ve městě pro účel radnice, v níž městský úřad sídlí dodnes. Funkci radního písaře zastával absolvent univerzity a i další členové městské rady měli univerzitní vzdělání. To mělo blahodárný vliv na zvýšení úrovně úřadování. Zápisy v městských knihách dostávají pevnou a jasnou stylizaci, jsou po předchozí latině psány krásným českým jazykem a neméně vytříbeným rukopisem. Městská latinská škola vysílala stále větší počet svých žáků na pražskou univerzitu, např. v letech 1560–1581 to bylo 59 žáků. Touha měšťanů po vzdělání a kulturním povznesení prokazuje i pořízení známého Žlutického kancionálu roku 1558, jímž se Žlutice přibližovaly kulturní úrovni královských měst.
V 16. století změnily Žlutice čtyřikrát majitele, když po Vřesovicích nastoupili v letech 1537–1568 páni z Plavna, 1568–1572 Bohuslav Felix Hasištejnský z Lobkovic, prezident apelačního soudu a jediný katolík od husitských dob, a konečně Kokořovci z Kokořova (1575–1878), kteří drželi žlutické panství více než 300 let.

### 17. století
Od Jakoubkových dob zvítězil ve Žluticích utrakvismus, farní knihovna obsahovala spisy Jana Husa a předních husitských teologů Jakoubka ze Stříbra a Jana ze Příbrami (1448), mezi světci katolické církve byl až do roku 1620 připomínán „den sv. Mistra Jana Husi“, „den Svaté paměti mistra Jana Husi“, „festum Joannis Hus“, jak znějí datovací formule v městských knihách. Také do kancionálu si dalo město vymalovat dvě vyobrazení upálení Mistra Jana Husa a Jeronýma Pražského, obě pak byla za rekatolizace znehodnocena začerněním a pořezáním. Dědictví diplomatického ducha Jakoubka z Vřesovic, který pomáhal převést kališníky do státem uznané církve, bylo však ve městě patrné a rekatolizace tu proběhla poměrně rychle.
V roce 1633 bylo město postiženo morem, na nějž zemřelo během šesti měsíců 321 osob. V důsledku epidemie a třicetileté války poklesl počet obyvatel a domů o 40 %. V roce 1680 se staly Žlutice dějištěm nevolnického povstání, které bylo rozehnáno teprve císařským vojskem. Pět selských vůdců, kteří se zúčastnili obléhání Žlutic z Dlouhého vrchu bylo popraveno. Mezi oběťmi byli i dva poddaní žlutického panství.
Od poloviny 17. století se dosud české město germanizovalo a od jeho sklonku se na radnici začalo úřadovat německy, čemuž předcházelo poněmčování dosud české vládnoucí šlechty Kokořovců.
Žlutický hrad přestavěl Ferdinand Hroznata Kokořovec, povýšený do hraběcího stavu, roku 1680 na zámek s pozoruhodnou zámeckou zahradou a naproti postavil Kokořovský dvůr (dnes čp. 160 v Karlovarské ulici). Na náměstí byl vztyčen roku 1704 sloup Nejsvětější Trojice, dílo místního sochaře Osvalda Wendy, tvůrce sousoší a soch v Pístově, Karlových Varech (Nejsvětější Trojice 1716), Vidžíně, Teplé, atd.

### 18.–20. století
Jeho vnuk Ferdinand Jakub hrabě z Kokořova však roku 1731 přenesl své sídlo do zámku ve Štědré, a když roku 1761 žlutický zámek v důsledku blesku vyhořel, nebyl více obnoven a kamenů jeho prý bylo použito na obnovu rovněž shořelé fary. Druhý požár postihl město roku 1769 tak hrozně, že všechny domy byly zasaženy a jen farní kostel zůstal neporušen.
Význam města vzrostl roku 1765, kdy po provedení restrikce byly v Loketsku ponechány pouze dva hrdelní soudy: v Lokti a ve Žluticích. Hrdelní soudnictví mělo město pravděpodobně již od svých zakladatelů Rýzmburků. Hrdelní soud existoval ve Žluticích v letech 1765–1783, pak byl přenesen do Žatce.
Význam Žlutic stoupl poté, co se staly sídlem soudního a politického okresu (1850–1948). Obyvatelstvo města se v té době živilo především zemědělstvím. Další podniky vznikly až po vybudování železnice Rakovník – Bečov nad Teplou v roce 1897.
V letech 1938–1945 v důsledku mnichovské dohody připadlo pohraničí i se Žluticemi Německu. V únoru 1945 se město stalo terčem náletu britského letectva, který však nezpůsobil větší škody. Rozvoj města stagnoval až do šedesátých let dvacátého století. V roce 1968 byla ukončena výstavba vodní nádrže. Panelová sídliště se stavěla v sedmdesátých a osmdesátých letech dvacátého století.

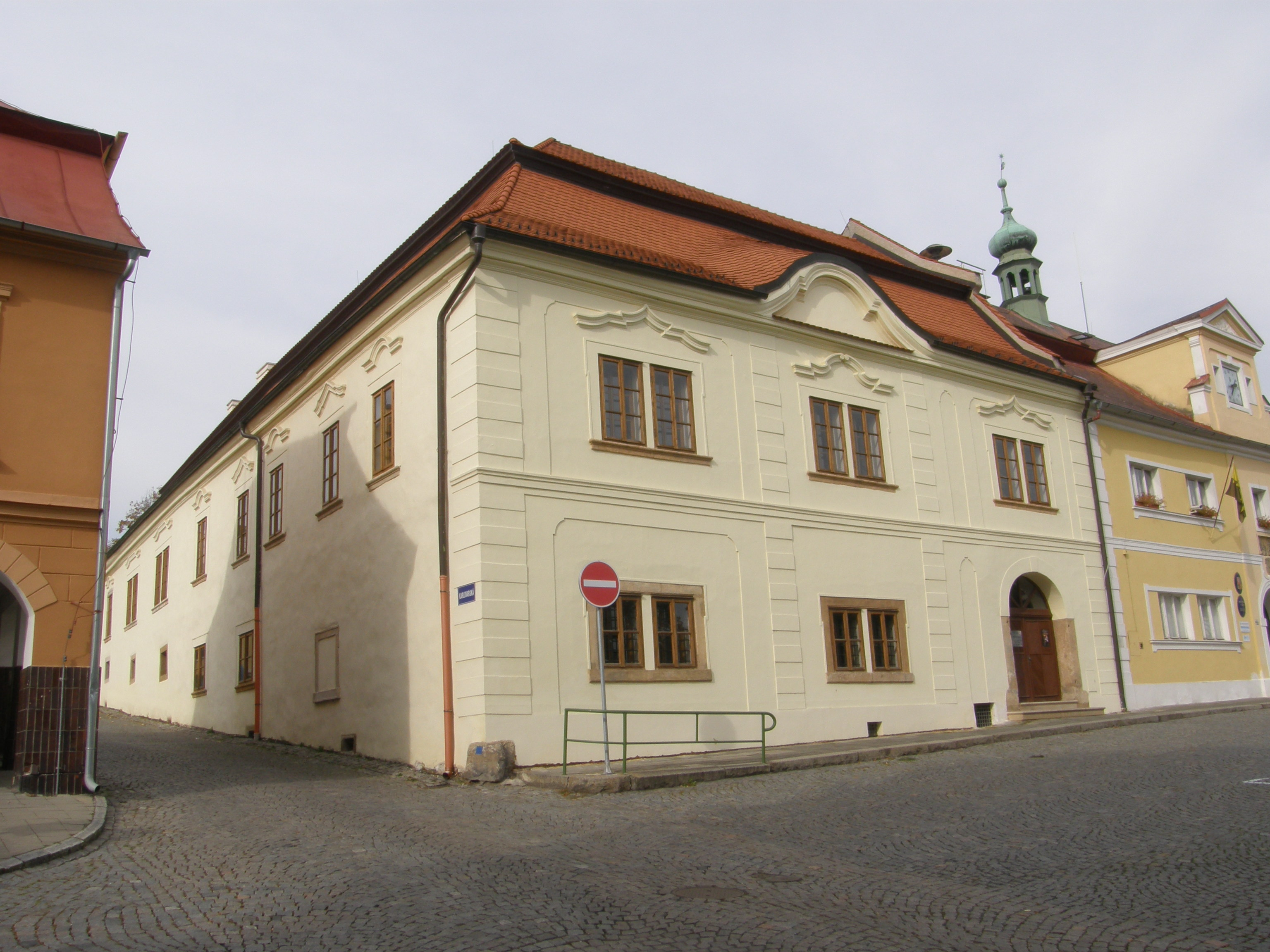
Památkově chráněná budova muzea (čp. 1)

Původní řemeslnicko-zemědělský ráz města se usídlením správních orgánů po roce 1848 začal měnit, vzrostl počet úřednictva a inteligence. Založen byl Okrašlovací spolek, který provedl výsadbu stromů na Velkém náměstí (1880), vytyčil a upravil turistickou cestu na hrad Nevděk lemovanou lavičkami a altány, na bývalé zámecké zahradě založil sad (1906) a při řece Střele zřídil koupaliště (1914). Díky Okrašlovacímu spolku bylo založeno i městské muzeum (1900), jehož základem byl městský archiv, obrazy Žlutic, votivní obrazy Kokořovců i okolních šlechticů a ze sbírek prováděných dům od domu po celém okolí byly vybudovány soubory exponátů. V roce 1973 byla ve žlutickém muzeu otevřena nová expozice zaměřená výhradně na husitskou dobu a z městského muzea se stalo Muzeum husitského revolučního hnutí na Karlovarsku, jehož zlatým hřebem se stal Žlutický kancionál. V podzemí u pošty bylo pak otevřeno lapidárium a ve sklepení muzea expozice vězeňství a hrdelního práva. V letech 1973–2018 byla žlutická expozice pobočkou muzea v Karlových Varech, od roku 2019 muzeum spravuje a provozuje město Žlutice. Expozice je od roku 2019 postupně modernizována a upravována podle návrhu Veroniky Kudláčkové Psotkové.

## Obyvatelstvo
Žlutice byly až do roku 1848 střediskem panství a většinou i sídlem vrchnosti. Ač zůstaly městem poddanským, staly se již ve 14. století nižší soudní stolicí pro některá jiná západočeská města v oblasti vrchní soudní stolice Cheb a v letech 1765–1783 sídlem hrdelního soudu pro polovinu Loketského kraje.[zdroj⁠?!] Po roce 1848 byly na sto let sídlem soudního a politického okresu. Po vzniku ČSR tvořilo politický okres Žlutice (roku 1921) 96 obcí s 27 721 obyvateli, většinou německé národnosti (26 846), českou národnost mělo 656 osob a židovskou 17 (avšak 351 osob bylo izraelského náboženství). Většími sídly v okresu byl kromě Žlutic jen Bochov (2 014 obyvatel), Chyše (1 126 obyvatel), Lubenec (939 obyv.) a Valeč (806 obyv.). Za první republiky ve městě vzrostl počet Čechů, byla založena česká obecná škola a rolnická škola (1926). Správa města však zůstala v německých rukou. V letech 1938–1945 patřilo celé Žluticko k Velkoněmecké říši.
Při sčítání lidu v roce 1921 zde žilo 2 008 obyvatel (z toho 944 mužů), z nichž bylo padesát Čechoslováků, 1 916 Němců, dva Židé, jeden příslušník jiné národnosti a 39 cizinců. Většina se hlásila k římskokatolické církvi, 31 lidí k církvím evangelickým, 49 k církvi izraelské a tři lidé byli bez vyznání. Podle sčítání lidu z roku 1930 mělo město 2 019 obyvatel: 139 Čechoslováků, 1 853 Němců, patnáct Židů a dvanáct cizinců. Stále výrazně převládala římskokatolická většina, ale žilo zde také 34 evangelíků, dvacet členů církve československé, 37 židů, jeden člen nezjišťovaných církví a devatenáct lidí bez vyznání.
|           | 1869  | 1880  | 1890  | 1900  | 1910  | 1921  | 1930  | 1950  | 1961  | 1970  | 1980  | 1991  | 2001  | 2011  | 2021  |
| --------- | ----- | ----- | ----- | ----- | ----- | ----- | ----- | ----- | ----- | ----- | ----- | ----- | ----- | ----- | ----- |
| Obyvatelé | 1 885 | 1 906 | 1 895 | 1 847 | 1 851 | 2 008 | 2 019 | 1 227 | 1 582 | 1 806 | 2 188 | 2 570 | 2 660 | 2 292 | 1 973 |
| Domy      | 297   | 304   | 303   | 303   | 314   | 324   | 346   | 288   | 273   | 261   | 264   | 314   | 336   | 339   | 340   |

## Městská správa a politika

### Části města
- Knínice (k. ú. Knínice u Žlutic)
- Protivec (k. ú. Protivec u Žlutic)
- Ratiboř (k. ú. Ratiboř u Žlutic)
- Skoky (k. ú. Skoky u Žlutic)
- Verušice (k. ú. Verušice)
- Veselov (k. ú. Veselov)
- Vladořice (k. ú. Vladořice)
- Záhořice (k. ú. Záhořice)
- Žlutice (k. ú. Žlutice a Mlyňany)

Od 1. července 1975 do 28. února 1990 k městu patřily i Čichalov, Kovářov, Mokrá a Štoutov.

### Členství ve sdruženích
Žlutice jsou členem Společenství měst s husitskou minulostí a tradicí a Svazku obcí Doupovské hory, který ve městě sídlí.

### Partnerské obce
- Hurbanovo, Slovensko
- Warmensteinach, Německo

### Městské symboly
Znak města je historický, vlajka byla městu udělena rozhodnutím předsedy Poslanecké sněmovny Parlamentu České republiky dne 25. března 2005.

### Zastupitelstvo
Ve volebních obdobích v letech 1990–2018 mělo městské zastupitelstvo patnáct členů. Od roku 2018 se počet členů zastupitelstva snížil na devět.

### Starostové
- 1945: Václav Šlajer (předseda revolučního národního výboru)
- 1945: Jaroslav Hodek (předseda místního národního výboru)
- 1945: Václav Šlajer (předseda místního národního výboru)
- 1945: Václav Šlajer (předseda místní správní komise)
- 1945: Jaroslav Pivinský (předseda místní správní komise)
- 1945: Václav Kučera (předseda místní správní komise)
- 1946–1947: Václav Kučera (předseda místního národního výboru)
- 1947–1950: Josef Hanzlík (předseda místního národního výboru)
- 1950–1952: Václav Šlajer (předseda místního národního výboru)
- 1952–1957: Jaroslav Dvořák (předseda místního národního výboru)
- 1957–1960: Miloslav Šír (předseda místního národního výboru)
- 1960–1964: Miloslav Šír (předseda městského národního výboru)
- 1964–1976: Stanislav Šmídl (předseda městského národního výboru)
- 1976–1981: Miloslav Šír (předseda městského národního výboru)
- 1981–1990: Vojtěch Svoboda (předseda městského národního výboru)
- 1990–1999: Herbert Gut
- 1999–2010: Jaroslav Vojta
- 2010–2022: Václav Slavík
- od roku 2022: Helena Plitzová

## Doprava
Přes město vede železniční trať Rakovník – Bečov nad Teplou, na které se ve správním území města nachází stanice a zastávky:
- stanice Žlutice asi jeden kilometr od centra
- Záhořice – železniční zastávka, asi jeden kilometr od centra Záhořic a asi čtyři kilometry od centra Žlutic
- Protivec – železniční zastávka (odbočka na trať č. 163), asi 1 km od centra Protivce a asi 6 km od centra Žlutic

Žlutice stojí na křižovatce silnic: 
- silnice II/193 – Žlutice–Stříbro–Horšovský Týn–Domažlice
- silnice II/205 – Vahaneč–Žlutice–Manětín–Město Touškov
- silnice II/226 – Záhořice–Chýše–Lubenec–Vroutek–Podbořany–Pšov

Do města vedou autobusové linky z Karlových Varů, Toužimi, Plzně, Chyše, Valče a Mariánských Lázní.

## Společnost
Kromě mateřské a základní školy tu sídlí též zvláštní škola, střední lesnická škola a základní umělecká škola. Každoročně se zde koná Žlutická pouť a Žlutické divadelní léto.

## Pamětihodnosti
Půdorys města představuje vrcholnou úroveň českého urbanismu doby krále Přemysla Otakara II. a Žlutice se řadí mezi pět měst s nejzdařilejším urbanistickým řešením (Vysoké Mýto, Litovel, Žlutice, Moravská Třebová a České Budějovice).[zdroj⁠?!] Záhy bylo město opevněno hradbami (písemně doloženy roku 1375), které spojovaly tři vstupní městské brány: Paví (Pavová) zvaná též Horní, Chyšská a Vodní, neboli Toužimská. Polohu Chyšské a Horní brány dodnes připomínají kamenné desky na domech čp. 42 v Hradební ulici a čp. 299 v Karlovarské ulici. Stavební dominantou města je farní kostel svatého Petra a Pavla postavený na místě románského vesnického kostela s funkcí kostela farního, jak dosvědčuje při něm ležící pohřebiště, odkud pocházejí nálezy bronzových esovitých záušnic datovaných za rok 1150. V sousedství kostela založili Rýzmburkové kolem roku 1300 klášter dominikánek přenesený pak do Duchcova. Snad již tehdy mělo město kamenné domy, jak naznačuje síť místy dvoupatrových sklepů lámaných hornickým způsobem ve skále.
Centrum města je městskou památkovou zónou. Jejím středem je čtvercové Velké náměstí, na kterém se nachází radnice a muzeum. Uprostřed náměstí se nachází kašna a vedle ní sloup Nejsvětější Trojice z let 1701–1704. v severozápadní části náměstí se nachází zámecká brána do zbořeného zámku. Poblíž města se nachází i smírčí kříž.

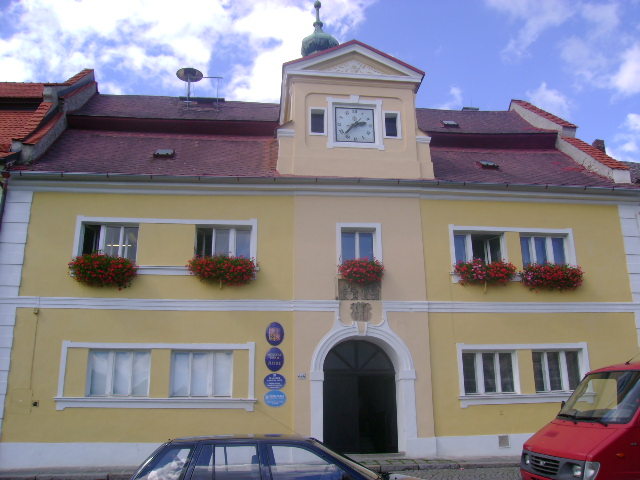
Radnice Žlutice před opravou

Radnice  Než byla postavena radnice, lidé se scházeli v soukromých domech. Po zřízení radnice zakoupilo město tzv. Velký dům, dnešní muzeum. V roce 1779 při velkém požáru radnice vyhořela a v roce 1781 byla znovu postavena. V roce 1870 byly na radnici nainstalovány hodiny. V roce 1905 byla budova opravena. V roce 1923 byla odkryt znak Kokořovců a Švamberků. Radnice je postavena v renesančním slohu. Fasáda a okna radnice byly v roce 2016 navráceny do historické podoby.
Kokořovský dvůrStavební hmota hospodářského dvora má základy asi už v době Rýzmburků. V roce 1680 byl dvůr s panstvím majetkem Ferdinanda Hroznaty z Kokořova, který v témže roce začal s přestavbou dvora do dnešního stavu. Po první pozemkové reformě byl součástí zbytkového statku F. Diviše (124 ha). Po druhé světové válce byl využíván státním statkem a po roce 1990 byl restituován. Budovy mají propadlé střechy a patří mezi ohrožené kulturní památky.
MuzeumŽlutické muzeum se nachází na Velkém náměstí v kdysi panském domě Zumrů z Herstošic, zvaném Velký dům. Nejstarší historii dokumentují archeologické nálezy a vzácné listiny, mezi nimi též Žlutický kancionál. Mladší historii dokumentují plastiky a obrazy Kokořovců. Nachází se zde i městská šatlava. Muzeum je věnováno převážně husitství a historii města a regionu.

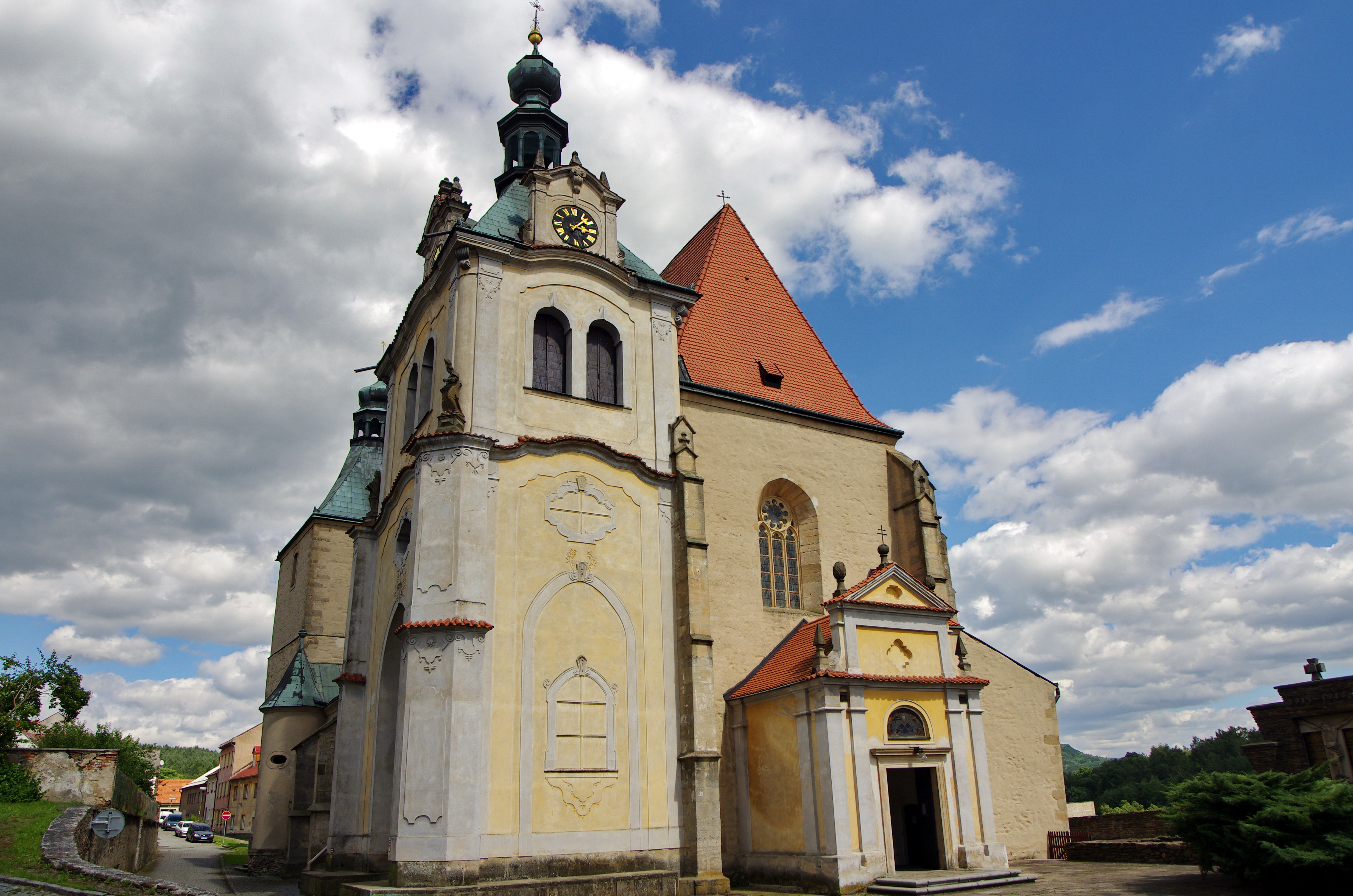
Kostel svatého Petra a Pavla

Kostel svatého Petra a Pavla Kostel svatého Petra a Pavla se začal stavět v polovině 14. století. Jeho loď je zaklenutá gotickými klenbami. V jižní lodi jsou zbytky nástěnných maleb z roku 1435. V kostele se také nachází varhany z let 1774–1775.
Kostel svatého MikulášeFiliální kostel svatého Mikuláše z 13. století stojí uprostřed hřbitova v místech zaniklé farní vsi Středka asi kilometr severozápadně od centra města.
PodzemíSklepy a chodby pod Žluticemi se stavěly od středověku až do devatenáctého století a většinou jsou dvoupodlažní. Sklepení sloužilo pro uchovávání potravin a surovin. V dnešní době je část podzemí zpřístupněna, je zde umístěno malé divadlo a lapidárium.
Kaple svatého Jana NepomuckéhoNa jihozápadním okraji města stojí kaple svatého Jana Nepomuckého.
FaraFara, dříve děkanství (Dukelských hrdinů čp. 97) je jednopatrová nárožní budova postavená v dnešní podobě roku 1769 a obnovená po požáru roku 1779. Na nároží jsou patrny sluneční hodiny z doby vzniku stavby. Farář P. Miroslav Janák je v roce 1972 opatřil nápisem: „Život je sen. Čas plyne. Svůj doušek života pij.“, dnes již neznatelným. Budova má gotické sklepy s kamennými valenými klenbami. Při ohradní zdi farní zahrady jsou dvě kašny – při ulice 28. října bez ozdob, při ulici Dukelských hrdinů s barokní plastikou koně.

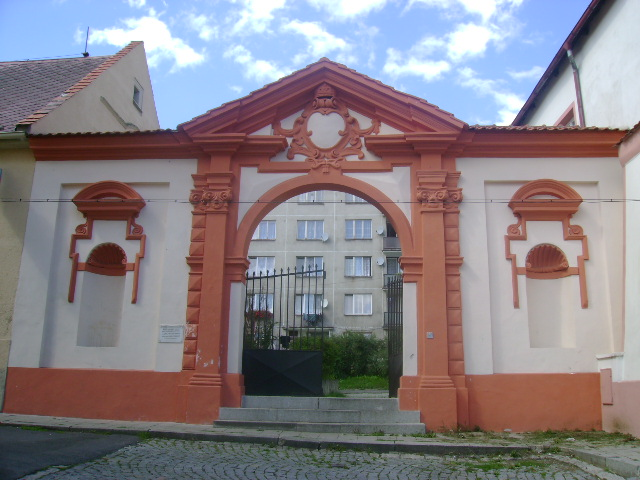
Brána do bývalého zámeckého areálu

Zámek Žlutický zámek vznikl přestavbou a rozšířením hradu, založeného Rýzmburky vně hradeb v severozápadní části města. Sídlili v něm páni z Vřesovic a pak Kokořovci, kteří jej přebudovali v raně barokním stylu v roce 1680 na obdélnou dvoupatrovou budovu se dvěma krátkými křídly. Při něm byla založena zámecká zahrada. V roce 1761 zámek vyhořel a nebyl obnoven. Zbyly z něj jen fragmenty: pozdně gotický portál z doby Vřesoviců, některé architektonické prvky v bývalé zámecké zahradě a zámecká brána v severozápadním rohu Velkého náměstí. Brána vznikla při přestavbě zámku v roce 1680.
MazanecHrad Mazanec založil okolo roku 1446 Jakoubek z Vřesovic spolu s Nevděkem, ležícím na protějším svahu, k ochraně města. Již roku 1568 uváděn jako pustý, stál ještě 1578, ale roku 1651 zanikl. Mezi Mazancem a níže položeným Žlutickým zámkem se nacházely louky a zahrady žlutických měšťanů, které v letech 1718 a 1724 skoupila vrchnost pro rozšíření zámecké zahrady. Jméno Mazanec se odvozuje od okrouhlé podoby návrší a původně se vztahovalo k místu, později i hrádku. Německý název „Wosanzen“ vzniklý později je zkomoleninou českého názvu.

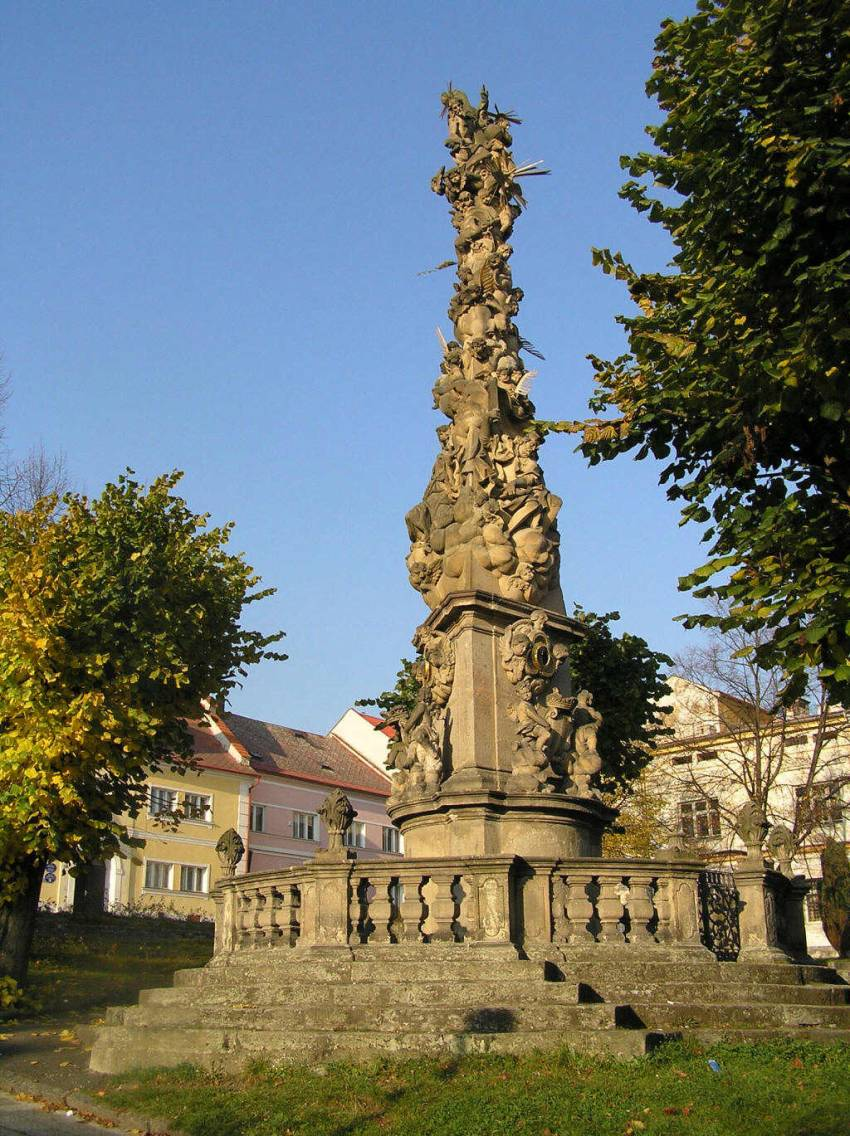
Sloup Nejsvětější Trojice

Sloup Nejsvětější Trojice Trojiční sloup z roku 1704 na Velkém náměstí je dílem žlutického sochaře Osvalda Wendy. Třináct metrů vysoký sloup se sochami sv. Václava, Vojtěcha a Ludmily, asi 45 andělíčky na sloupu a 15 na soklu, byl obehnán roku 1854 balustrádou se šiškami. Na soklu sloupu jsou tři nápisové desky: ze severní strany dedikace Ferdinanda Hroznaty z Kokořova a města Žlutic a chronogramem 1704, ze západní strany modlitba ke sv. Trojici a z jižní strany ohlášení čtyřicetidenních odpustků pro toho, kde se pomodlí třikrát Sláva Otci, Otčenáš a Andělské pozdravení, datované 1764.

## Osobnosti
- Ambrož z Ottersdorfu († 1559) – šlechtic a právník
- František Perger (1700–1772) – jezuita
- Adolf Bohaty (1845–1929) – stavební podnikatel a politik
- Johann Gerstner (1851–1939) – houslista a hudební pedagog
- German Joseph Krieglsteiner (1937–2001) – mykolog
- Hugo Liehm (1879–1958), podnikatel, politik (DNP, SdP, NSDAP), starosta města v letech 1926–1935
- Dalibor Nesnídal (* 1954) – český výtvarný umělec, sklář a ilustrátor[17]
- Jan Sobek (1831–1914) – hudební skladatel a klarinetista
- Jana Sýkorová (* 1973) – operní pěvkyně
- Emanuel Wirth (1842–1923) – houslista